# Ирландия на летних Олимпийских играх 1924
Ирландия принимала участие в Летних Олимпийских играх 1924 года в Париже (Франция) в первый раз как независимая страна, и завоевала две медали в неспортивных дисциплинах.
Ирландский олимпийский совет был принят в Международный олимпийский комитет после обретения Ирландским свободным государством независимости от Соединённого королевства Великобритании и Ирландии в 1922 году. Совет считал себя всеирландским органом, включающим Северную Ирландию и Свободное государство; он соревновался как «Ирландия» (фр. Irlande), а не как «Ирландское свободное государство» (État libre d’Irlande). Команда использовала ирландский триколор в качестве своего флага и песню «Let Erin Remember» в качестве гимна.

## Медали
| Медаль | Участник                 | Состязание        | Категория  |
| ------ | ------------------------ | ----------------- | ---------- |
| 2      | Джек Батлер Йейтс        | Конкурсы искусств | Живопись   |
| 3      | Оливер Сент-Джон Гогарти | Конкурсы искусств | Литература |

## Состав сборной
Сборную Ирландии представляли 49 человек: 47 мужчин и 2 женщины. Самым юным спортсменом был 18-летний футболист Джо Кендрик, самым старшим — 36-летний футболист Деннис Ханнон. Если считать участников конкурсов искусств, то самым старшим в сборной Ирландии был 68-летний художник Джон Лавери.
Помимо конкурсов искусств, ирландцы соревновались в 5 видах спорта:
- Бокс
- Водное поло
- Лёгкая атлетика
- Теннис
- Футбол

## Спортивные результаты
Лучшим результатом для ирландской сборной в спортивных видах стало 4 место боксёра Патрика Дуайера в весовой категории до 66,7 кг.

### Бокс
Соревнования по боксу проходили с 15 по 20 июля на «Зимнем велодроме» (Велодром д'Ивер). Ирландию представляли 7 боксёров.

### Водное поло
Мужская сборная Ирландии по водному поло в отборочном матче получила «ничью» с Австрией, которая снялась с турнира. В четвертьфинале Ирландия проиграла Чехословакии со счётом 2:4. В итоге 9 место в турнирной таблице.

### Лёгкая атлетика
10 легкоатлетов впервые представляли Ирландию на Олимпийских играх.

### Теннис
Теннисный турнир летних Олимпийских игр 1924 года проходил с 13 по 20 июля в Париже.
Мужчины
| Спортсмен                           | Категория        | 128 финала                               | 64 финала                                                     | 32 финала     | 16 финала     | Четвертьфиналы | Полуфиналы    | Финал         | Финал         |
| Спортсмен                           | Категория        | Соперник Счёт                            | Соперник Счёт                                                 | Соперник Счёт | Соперник Счёт | Соперник Счёт  | Соперник Счёт | Соперник Счёт | Место         |
| ----------------------------------- | ---------------- | ---------------------------------------- | ------------------------------------------------------------- | ------------- | ------------- | -------------- | ------------- | ------------- | ------------- |
| Уильям (Уолтер) Айленд              | Одиночный разряд | Стефан Ало (Бельгия) L 1-6, 4-6, 4-6     | не участвовал                                                 | не участвовал | не участвовал | не участвовал  | не участвовал | не участвовал | не участвовал |
| Эдвин Маккри                        | Одиночный разряд | Пабло Дебран (Швейцария) L 4-6, 4-6, 0-6 | не участвовал                                                 | не участвовал | не участвовал | не участвовал  | не участвовал | не участвовал | не участвовал |
| Уильям (Уолтер) Айленд Эдвин Маккри | Парный разряд    | н/д                                      | Пабло Дебран / Ханс Сиз (Швейцария) L 6-4, 2-6, 2-6, 6-1, 4-6 | не участвовал | не участвовал | не участвовал  | не участвовал | не участвовал | не участвовал |

Женщины
Смешанные пары

### Футбол
см. также Сборная Ирландии по футболу
Турнир по футболу на VIII летних Олимпийских Играх в Париже проходил с 25 мая по 9 июня, в нём принимали участие мужские сборные 22 стран, 19 из которых представляли Европу. Поскольку в то время ещё не проводился чемпионат мира по футболу, именно на Олимпийских играх определялась сильнейшая сборная мира.
28 мая на стадионе «Олимпи́к» Ирландия обыграла Болгарию со счётом 1:0, а единственный гол забил Пэдди Дункан. В результате этой победы они вышли в четвертьфинал. 2 июня они играли с Нидерландами на стадионе «Стад де Пари́» в Сент-Уэне, но проиграли 2:1 в дополнительное время. Итог: 7 место в финальном зачёте. Однако на следующий день, прежде чем вернуться домой, команда сыграла товарищеский матч на стадионе «Олимпик», обыграв Эстонию со счётом 3:1.

## Конкурсы искусств
Конкурсы искусств включали художественные соревнования по пяти категориям: архитектура, литература, музыка, живопись и скульптура.

- Медалисты в конкурсах искусств
- Джек Батлер Йейтс . 
Серебряная медаль по живописи
- Оливер Гогарти. 
Бронзовая медаль по литературе

Ирландию представляли:
- скульптор Оливер Шеппард
- художник Шон Китинг
- Дж. Райан (J. Ryan) с текстом «Новый хозяин Клануильяма» (The New Master of the Clanwilliams)
- Томас Корнелиус Мюррей (T. C. Murray)
- художник Джон Лавери
- художник Джек Батлер Йейтс
- поэт и прозаик Оливер Гогарти с «Одой командным играм»
- писатель Макнамара Бринсли.